# Ipomoea pileata
Ipomoea pileata är en vindeväxtart som beskrevs av William Roxburgh. Ipomoea pileata ingår i släktet praktvindor, och familjen vindeväxter. Inga underarter finns listade i Catalogue of Life.